# Koonwarria
Koonwarria is een geslacht van uitgestorven straalvinnige beenvissen, die tijdens het Vroeg-Krijt in een poolmeer leefden in wat nu Koonwarra, Victoria, Australië is. 
Fossielen zijn na een ontdekking in 1962, in 1966 geborgen uit de Strzelecki Group. Ze accumuleerden omdat in de winter het hele meer dichtvroor en anoxisch werd wat alle vissen doodde. Hun eieren overwinterden.
De typesoort Koonwarria manifrons werd in 1971 benoemd door Michael Waldman. De geslachtsnaam verwijst naar de vindplaats Koonwarra, 'waar de zwanen leven'. De soortaanduiding is afgeleid van het Latijn manus, 'hand', en frons, 'voorhoofd', als verwijzing naar de handvormige verbinding tussen de voorhoofdsbeenderen en de ethmoïden.
Het holotype is MUZ 2797 A,B (later NMV P208384), een schedel. Paratypen zijn MUZ 2798, een beschadigd skelet, MUX 2126, een romp, en MUZ 2799, een compleet maar slecht bewaard skelet. Alle paratypen zijn jonge dieren, viermaal korter dan het holotype.
De lengte van het holotype is geschat op 294 millimeter. De voorrand van het voorhoofdsbeen heeft vele uitsteeksels die grijpen in inkepingen in de achterrand van het ethmoïde.
Koonwarria manifrons deelt veel anatomische overeenkomsten met de familie Archaeomaenidae, en er werd door Waldman aangenomen dat hij afstamde van de archaeomaeniden. Het geslacht werd door hem apart genoeg beschouwd om in zijn eigen monotypische familie Koonwarriidae te worden geplaatst. Naar huidige criteria zou dat het geslacht een archaeomaenide maken, maar de plaatsing is onzeker.